# Chris Shiflett

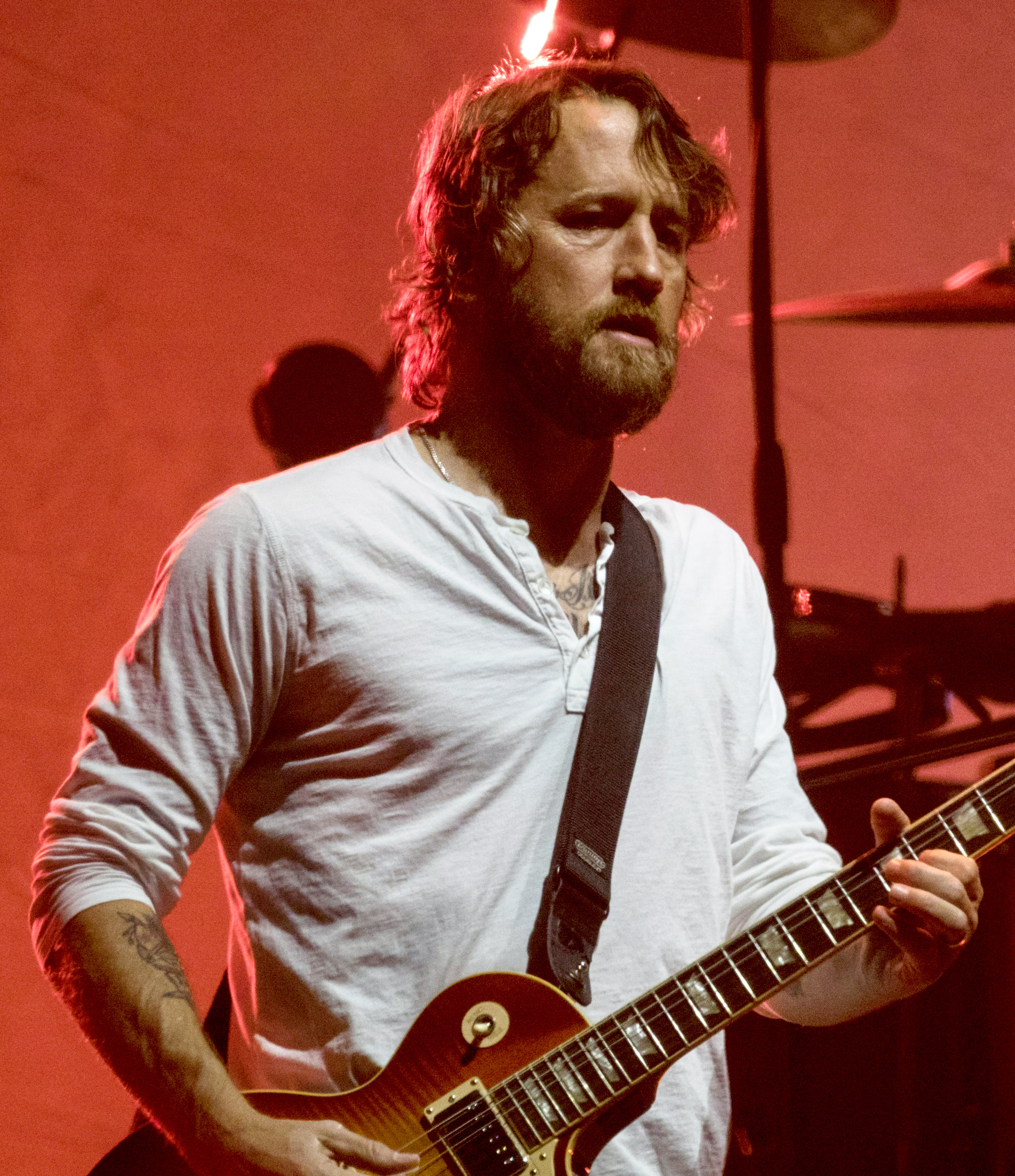
Chris Shiflett (2017)

Christopher „Chris“ Aubrey Shiflett (* 6. Mai 1971 in Santa Barbara, Kalifornien), auch als Jake Jackson bekannt, ist ein US-amerikanischer Musiker. Er ist seit 1999 Leadgitarrist der Rockband Foo Fighters. 
Shiflett war zuvor Gitarrist der amerikanischen Punkrockband No Use for a Name. Er stieg dort ein, nachdem diese die Platte Leche Con Carne veröffentlicht hatte.
Vor wenigen Jahren gründete er mit zwei ehemaligen Mitgliedern der Gruppe Face to Face (darunter sein Bruder Scott am Bass) als Nebenprojekt eine Band namens Jackson United. Shiflett und sein Bruder sind mittlerweile wieder ausgestiegen, werden auf der Bandhomepage allerdings als „Lifetime-Members“ geführt; sie wurden durch drei neue Musiker (inklusive eines zweiten Gitarristen, Doug Sangalang von Screw 32) ersetzt. Auch in der Band Me First and the Gimme Gimmes, einer Punkrock-Coverband, wirkt Shiflett von Zeit zu Zeit mit.
Im Oktober 2012 brachte Fender die Chris Shiflett Telecaster Deluxe heraus, seine persönliche Signaturgitarre. 2005 war Shiflett erstmals (außerhalb von Musikvideos) als Schauspieler tätig: In der Komödie Cake Boy, einem Film des Vandals-Bassisten Joe Escalante, spielt er in einer kleinen Nebenrolle einen Barkeeper. 
Im Jahr 2010 veröffentlicht Shiflett sein Album Chris Shiflett & The Dead Peasants, auf dem er sich der Folk- und Country-Musik widmet. Im August 2013 erschien sein zweites Album All Hat and No Cattle, am 14. April 2017 erschien sein drittes Album West Coast Town.